# カーディニ

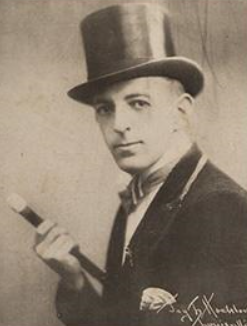
カーディニ

カーディニ（Cardini, 本名：Richard V. Pitchford, 1895年11月24日 - 1973年11月13日）は、イギリス生まれの奇術師。
1918年にイギリスでデビューし、1926年からはアメリカ合衆国で活躍した。 
主にステージマジックで活躍したプロマジシャンである。パントマイムによるマニピュレーションのスタイルを完成させ、カード、シガレット（煙草）、時計、ボールと言った品物を使用し、ほとんどを手練（スライハンド・マジック）だけで成立させたショーを確立。まったく自然な演技で観客側にストレスを与えさせず、燕尾服・シルクハットと言った紳士の姿で演技した。
一説では、空中から扇状に広げたカード（トランプ）を無限に取り出す「ミリオン・ファン・カード・プロダクション」の発明者。
「観客と一緒に演者自身がマジックに驚く」という演技スタイルは、その後世界中で模倣されるほどの人気を誇った。